# 高塔公主
《高塔公主》（英語：Single Ladies Senior），2018年東森電視自製戲劇系列之第十二部作品，由孟耿如、莫允雯、鄭茵聲、王牧語、周群達、利晴天、王家梁、田中千繪、藍鈞天領銜主演。描述不婚女性的故事。2017年12月26日卡司發布記者會，2018年1月3日開鏡，2018年5月7日殺青。台視主頻於3月31日晚上10點首播，LINE TV於每週六晚間11點30分上傳，東森綜合台於4月1日晚上10點播出，愛奇藝於每週日上午10點播出，CHOCO TV、LiTV 線上影視於每週一中午12:00更新播出，台視主頻於7月14日播出最終回，全劇共15集。接檔《獅子王強大》，劇末播出幕後花絮《公主高讚塔》。

## 播出時間

### 首播
| 頻道/影音     | 所在地   | 播出日期      | 播出時間                  |
| ------------- | -------- | ------------- | ------------------------- |
| 台視主頻      | 臺灣     | 2018年3月31日 | 每週六 22:00－23:30       |
| LINE TV       | 臺灣     | 2018年3月31日 | 每週六 23:30 上架         |
| 東森綜合台    | 臺灣     | 2018年4月1日  | 每週日 22:00－23:30       |
| 愛奇藝        | 臺灣     | 2018年4月1日  | 每週日 10:00 上架         |
| KKTV          | 臺灣     | 2018年4月1日  | 每週日 23:30 上架         |
| CHOCO TV      | 臺灣     | 2018年4月2日  | 每週一 12:00 上架         |
| LiTV 線上影視 | 臺灣     | 2018年4月2日  | 每週一 12:00 上架         |
| 靖天戲劇台    | 臺灣     | 2018年5月4日  | 每週五 21:00－22:30       |
| 佳樂台        | 新加坡   | 2018年8月16日 | 每週一至週四 22:00－23:00 |
| 騰訊視頻      | 中国大陆 | 2019年7月29日 | 全集上架                  |

### 重播
| 頻道       | 所在地 | 播出日期      | 播出時間            |
| ---------- | ------ | ------------- | ------------------- |
| 台視主頻   | 臺灣   | 2018年4月6日  | 每週五 23:35－01:10 |
| 台視主頻   | 臺灣   | 2018年4月8日  | 每週日 16:30－17:57 |
| 東森綜合台 | 臺灣   | 2018年4月7日  | 每週六 16:30－18:00 |
| 東森超視   | 臺灣   | 2018年4月7日  | 每週六 20:30－22:00 |
| 東森超視   | 臺灣   | 2018年4月14日 | 每週六 19:00－20:30 |

## 故事大綱
從大學認識至今的一群好姐妹王米娜（孟耿如飾）、殷格麗（莫允雯飾）、翁美燕（鄭茵聲飾）、白雅萱（王牧語飾），有著愛情的困擾，米娜與格麗甚至因為都喜歡上賀以凡（周群達飾），而讓感情決裂...
不過，她們將成為「高塔公主」，因為她們是個獨立且自信的女人，甚至是事業上的女強人。

## 演員列表

### 主要演員
| 演員     | 角色   | 介紹 | 登場集數     |
| 孟耿如   | 王米娜 | 29歲，嗅覺靈敏的女神，大傳系畢業，「悅容堂」行銷經理。後來成為「悅容堂」副總經理。重義氣、好奇心強，常常想出一些鬼點子，英文名字Mina。喜歡賀以凡。 對香味特別敏感，而且喜歡用氣味記錄心情，也會用氣味分辨朋友的個性。有如香精之后「茉莉」，淡雅迷人襯托不同香氣，與不同的女生在一起，就會有著不同的樣子。大學時期的初戀對象是賀以凡，因為還在乎賀以凡，不想談情 第12集與邵齊一起到101觀景台為悅容堂的新產品所要拍攝的廣告勘景。已和格麗和好。                                                                     | 全劇         |
| 莫允雯   | 殷格麗 | 29歲，企管系，綽號：系花、校花、高嶺之花、蛤仔、女神陛下、格格，企業家的女兒，學歷家世顯赫，是人生勝利組的代表。Tommy的女友，喜歡Tommy。後來成為「展雄集團」總經理。 從小外表出眾，看起來又很強勢，所以常被同儕女性嫉妒而排擠，但從來不在乎，而且根本瞧不起那些平凡無奇的小麻雀們。有如香精之王「玫瑰」，唯我獨尊，但是遇到「茉莉」的米娜，加在一起反而會把氣味抵銷。大學時期與米娜成為好友，同時喜歡賀以凡，因為企業家的爸爸關係， 跟賀以凡交往了10年，目前已分手。已和米娜、鳥妹、白白和好。                  | 全劇         |
| 鄭茵聲   | 翁美燕 | 29歲，數媒系，綽號鳥妹，個性活潑開朗、無敵樂觀，但也脆弱不堪，是個開心果，「悅容堂」銷售櫃姐督導，米娜和白白的同學兼同事。後來升任「悅容堂」營業處處長。 有點愛哭，只是傷心沒有多久就馬上忘記，繼續打起精神想找個帥哥，結束自己單身的生涯。說話大聲，又愛跟人討價還價，就像「少女界的大嬸」，常逗著朋友們開心，有如「佛手柑」一樣令人開心。 喜歡志明，第12集兩人開始交往。已和格麗和好。 | 全劇         |
| 王牧語   | 白雅萱 | 29歲，大傳系，綽號白白，個性溫柔又固執，「悅容堂」的公關人員，米娜和鳥妹的同學兼同事，後來成為「悅容堂」行銷部經理。天宇的女友。十年來跟天宇分分合合後接受天宇的求婚。喜歡楊天宇。 一頭短髮，平常溫柔冷靜，但失控時卻嚴重潔癖，總在家中打掃。自尊心強但配合度高，不擅長安慰，但擅長分析與陪伴。在愛情中不懂得自我保護，可以為心愛的人付出一切, 也聽不進姐妹們的建議，有如「鳶尾花」，獨特之處是可以讓所有的香氣都得到強化。目前知道天宇做出對不起她的事情，與他分手，後來誤會解除，已和天宇復合。已和格麗和好。 | 全劇         |
| 周群達   | 賀以凡 | 33歲，完美學長，海歸企業家，創立「挖寶網」，是亞洲成功電商。喜歡王米娜。 大學時期是校園風雲的人物，米娜的初戀對象。除了沒有家世之外，其他地方都很完美，整間學校大概只有格麗配得上，但喜歡的始終是米娜。有如「龍涎香」英國人稱它為琥珀，無論時間久遠，氣味依舊濃郁動人，年輕時因為家逢突變，迫不得已跟殷格麗交往了10年，因為始終喜歡的是王米娜，所以與殷格麗分手。 | 1-4,8-15     |
| 利晴天   | 趙邵齊 | 26歲，堪稱外表是無敵鮮肉、文武雙全，卻落難成了「悅容堂」行銷實習專員，被設計成了欠債七千萬, 但真實身份是悅容堂的小老闆。後來與父親和解，成為「悅容堂」行銷部副理。 出色外表，自信帥氣，個性單純隨和，不喜歡尷尬場合，所以常主動說話讓場面熱鬧，有如「萊姆」般的男孩。為了證明不是靠爸族，而回台獨立創業，卻遭好友與女友設計拋棄，希望能證明自己的能力。 後來喜歡上了米娜，第12集與米娜一起到101觀景台為悅容堂的新產品所要拍攝的廣告勘景，之後與王米娜告白，被拒絕。                                             | 5-15         |
| 王家梁   | 楊天宇 | 賀以凡的同窗室友兼好友，雖然高大帥氣但性格吊兒郎當，大學時期是出了名的花公子，愛與女生交往。與白白從吵吵鬧鬧中發現互相喜歡。十年以來分分合合後向白白求婚。以為Tina懷有自己的小孩，想要確認而假裝交往。喜歡白白。 | 1-8,10-15    |
| 姜康哲   | 傅志明 | 修車廠的師傅。高職沒有畢業，對汽車很有研究，個性溫和有禮。喜歡美燕，卻覺得自己配不上對方，第12集兩人開始交往。 | 8-15         |
| 田中千繪 | 林茜   | 悅容堂的執行長，有能力的高塔女王，外表高貴從容， 非常看重米娜的能力。後來離開悅容堂，創立新的品牌。 代表香味：紫羅蘭。 | 6-15         |
| 藍鈞天   | 趙昕陽 | 悅容堂的董事長，趙邵齊的父親，對邵齊恨鐵不成鋼。有一個成了植物人的妻子。多年來追求著林茜，將事業交由林茜管理。 | 6-7,10,13-15 |

### 其他演員
| 演員   | 角色   | 介紹                                                                                                 | 登場集數    |
| 華星童 | 唐曉彤 | Sugar姊，悅容堂資深員工，業務部經理，米娜的競爭對手，性格刻薄、恃勢凌人，常處處刁難別的員工。        | 6-15        |
| 林子珊 | 陸巧心 | 悅容堂員工，唐曉彤組員，曾協助唐曉彤竊取王米娜的點子，知道邵齊的身份背景後對邵齊另眼相看並主動追求。 | 6-15        |
| 蘇達   | 夏可達 | 以凡的得力助理，為人細心、處事圓融，也是以凡留學時期的同學兼好友，很了解以凡。                       | 8-12,14-15  |
| 鍾欣凌 | 米娜媽 | 王米娜的媽媽，在宜蘭經營著丈夫留下的伴手禮店。                                                       | 3,5,8,11    |
| 檢場   | 殷文雄 | 殷格麗的爸爸，知名企業家，商場上的老狐狸。                                                           | 3,5-7,14-15 |

### 客串演員
| 演員   | 角色           | 介紹 | 登場集數 |
| 晏柔中 | 游碧琪         | 綽號「u bitch」，殷格麗的大學同學，邀格麗參加聯誼，卻在背後說她壞話。                                                | 1-2,4-5  |
| 黃亮鈞 | 曾毅力         | 典型i.t.宅男，喜歡米娜，因鳥妹之前的幫忙，跟鳥妹成為朋友，毅力拒絕了鳥妹的告白。後來成為遊戲公司的總裁，隱密的回國。 | 1-4,15   |
| 陳幼芳 | 芳姊、後媽     | 宿舍管理員。 | 1,3-4    |
| 陳彥壯 | 露鳥俠         | 殷格麗晨跑遇到的變態。                                                                                               | 1        |
| 張佳如 | 主播           | 東森新聞主播。 | 1        |
| 張復建 | 賀建明         | 賀以凡的爸爸，是一位教師，因為中風，改變了以凡和米娜的命運。                                                         | 3        |
| 張國棟 | 賀爺爺         | 賀以凡的90歲爺爺，非常愛惜以凡。                                                                                     | 3        |
| 王道南 | 賀昆華         | 賀以凡的叔叔，稱賀以凡為姪子，出資資助以凡海外留學。                                                                 | 3        |
| 王道南 | 賀昆華         | 賀以凡的叔叔，稱賀以凡為姪子，出資資助以凡海外留學。                                                                 | 12       |
| 程秀瑛 | 以凡媽         | 賀以凡的媽媽，是一名公務員，常認為只有具家世的格麗才配得上兒子，令兒子事業攀上高峰。                                 | 3,5-6    |
| 張倩   | 格麗媽         | 殷格麗的媽媽。 | 3        |
| 王淮仲 | 劉明偉         | 趙邵齊的朋友，與潔西卡設計騙走趙邵齊七千萬。                                                                         | 5-6      |
| 尤予晰 | 潔西卡         | 趙邵齊的前女友，以前被明偉追求, 和明偉合作設計騙走邵齊七千萬。                                                       | 5-6      |
| 楊皓崴 | 富二代         | 趙邵齊的大學同學，拉投資的對象。                                                                                     | 5        |
| 黃家偉 | 富二代         | 趙邵齊的大學同學，拉投資的對象。                                                                                     | 5        |
| 雍幸熹 | 蔡嘉惠         | 新班代，格麗離開後，住進314，跟白白、鳥妹、米娜很快融入生活。                                                        | 5        |
| 劉聿修 | 新郎           | 蔡嘉惠的老公。 | 5        |
| 薛仕凌 | 章書懷         | 律師事務所裡的王牌律師，自認是社會上的尖子，認為格麗是他的Miss Right，並展開猛烈追求。                               | 7-8      |
| 邱志恒 | 相親男         | 靈骨塔推銷員，翁美燕的相親對象。                                                                                     | 7        |
| 張崇玹 | 小偷           | 偷白白的錢包。 | 8        |
| 賴佩瑩 | 包包媽         | 路邊攤，包包的媽媽。                                                                                                 | 9        |
| 尼克   | 直播男（尼克） | 王米娜同意媽媽相親，媽媽安排的相親對象，利用相親進行直播活動。                                                       | 11       |
| 李思瑾 | 記者           | 訪問賀以凡記者。 | 11       |
| 周采詩 | TINA           | 呂小姐，新開律師事務所第一位訴訟客戶，對帥氣的天宇很有興趣。對外表示懷有天宇的小孩，最後在眾人的計畫下，說出了真相。 | 12-15    |
| 陳瓊美 | 傅母           | 傅志明的媽媽。 | 13,15    |
| 方馬丁 | TOMMY          | 格麗的男友，喜歡殷格麗。 和格麗交談「挖寶網」的事情，對格麗有好感，後來和格麗交往。                                  | 14       |

## 電視劇歌曲
| 曲別   | 歌名                   | 演唱者   | 作詞   | 作曲   |
| 片頭曲 | 稻草                   | 鄭茵聲   | 林欣樂 | 陳儀芬 |
| 片尾曲 | 吉隆坡愛情故事         | 袁惟仁   | Jason  | 袁惟仁 |
| 插曲   | 學會祝福               | 袁惟仁   | 袁惟仁 | 袁惟仁 |
| 插曲   | 什麼比較難             | 忘年計畫 | 葉樹賢 | 葉樹賢 |
| 插曲   | 嘿！天黑               | 忘年計畫 | 葉樹賢 | 王樂達 |
| 插曲   | 我們，怎麼可以這麼膚淺 | 王樂達   | 葉樹賢 | 楊順安 |
| 插曲   | 國民幻想               | 許佳麟   | 葉樹賢 | 楊沛寰 |
| 插曲   | 只是想太多             | 孟耿如   | 許哲珮 | 許哲珮 |

## 收視率
| 臺灣 臺灣電視台 首播收视率 （AC尼爾森）                   |               |        |      |                                                                                |
| 集數                                                      | 播出日期      | 收视率 | 排名 | 備註                                                                           |
| 1                                                         | 2018年3月31日 | 0.69   | 4    |                                                                                |
| 2                                                         | 2018年4月7日  | -      | -    |                                                                                |
| 3                                                         | 2018年4月14日 | 0.73   | 4    | 15-24歲觀眾收視0.88                                                            |
| 4                                                         | 2018年4月21日 | 0.90   | 4    | 15-24歲觀眾收視1.42 15到24歲女性收視2.17 45到54歲女性收視2.31                  |
| 5                                                         | 2018年4月28日 | 0.91   | 4    |                                                                                |
| 6                                                         | 2018年5月5日  | 1.00   | 4    | 15-24歲觀眾收視1.15 幕後花絮《公主高讚塔》收視率0.61                           |
| 7                                                         | 2018年5月12日 | 0.81   | 4    | 15-24歲觀眾收視1.30                                                            |
| 8                                                         | 2018年5月19日 | 1.00   | 4    | 收視最高點1.80 25到49歲的女性收視1.38                                          |
| 9                                                         | 2018年5月26日 | 1.11   | 4    | 東森週日重播收視0.69 全段收視高點1.33 15-24歲觀眾收視1.19 45至54歲女性收視2.59 |
| 10                                                        | 2018年6月2日  | 1.43   | 3    | 幕後花絮《公主高讚塔》收視率1.05 15-24歲觀眾收視1.58                           |
| 11                                                        | 2018年6月9日  | 1.34   | 2    |                                                                                |
| 12                                                        | 2018年6月16日 | 1.55   | 2    | 東森週日重播收視0.72 幕後花絮《公主高讚塔》收視率1.02 15-24歲觀眾收視1.61      |
| 2018年6月23日，台視因播出「第29屆金曲獎」，暫停播出一次。 |               |        |      |                                                                                |
| 13                                                        | 2018年6月30日 | 1.39   | 3    | 東森週日重播收視0.75 15-24歲觀眾收視1.26 45至54歲女性收視2.79                  |
| 14                                                        | 2018年7月7日  | 1.30   | 4    |                                                                                |
| 15                                                        | 2018年7月14日 | 1.62   | 3    |                                                                                |
| 平均收視率                                                | 平均收視率    | 1.13   |      |                                                                                |

1. 同时段或交叉时段主要节目：
  - 華視《天才衝衝衝》＼《世足看華視》
  - 中視《綜藝玩很大》
  - 民視《舞力全開》
  - 三立都會台《已讀不回的戀人》＼《三明治女孩的逆襲》
  - TVBS歡樂台《翻牆的記憶》＼《噬膽72》
  - 公視《奇蹟的女兒》＼《你的孩子不是你的孩子》
2. 数据由AGB尼爾森調查，調查範圍是四歲以上收看電視之觀眾。
3. 資料來源：台灣-偶像劇場、凱絡媒體週報。

## 分集標題
| 話數 | 播出日期      | 標題               |
| 01   | 2018年3月31日 | 公主搶救公主的時代 |
| 02   | 2018年4月7日  | 白馬王子的出現     |
| 03   | 2018年4月14日 | 幸福快樂的日子     |
| 04   | 2018年4月21日 | 幻滅的童話         |
| 05   | 2018年4月28日 | 幻滅是成長的開始   |
| 06   | 2018年5月5日  | 公主的蛻變         |
| 07   | 2018年5月12日 | 魔法神之吻         |
| 08   | 2018年5月19日 | 落難王子的考驗     |
| 09   | 2018年5月26日 | 領路的神奇小精靈   |
| 10   | 2018年6月2日  | 埋藏回憶的糖果屋   |
| 11   | 2018年6月9日  | 毒頻果的滋味       |
| 12   | 2018年6月16日 | 為愛冒險           |
| 13   | 2018年6月30日 | 破曉的黑森林       |
| 14   | 2018年7月7日  | 惡魔之刃           |
| 15   | 2018年7月14日 | 幸福快樂的高塔公主 |

## 拍攝場景
- 新北市三峽區 台北大學
- 新北市鶯歌區 鶯歌火車站
- 桃園市中壢區 健行科技大學

## 製作團隊
- 導演：朱峰
- 出品人：范瑞穎、鄭士俊、王智應、林文淵
- 總監製：楊秋蘭、郭元冲、賴秀貞
- 監製：彭佳苹、呂承嬡
- 企劃：陳嘉涵
- 編審：邱詩怡
- 製作人：朱峰
- 協力製作人：陳惠群
- 編劇：曹晴雅、林雅淳、鄭悅心
- 製片統籌：
- 剪輯：(野火娛樂)姜叙佩、陳奕伶、黃渝茜
- 後製統籌：簡家駿
- 製作公司：好星峰國際影業
- 動作指導：張崇玹
- 冠名贊助
  - 台視：新一點靈
  - 東森：SexyLook酵素面膜
  - LINE TV：ChocolaBB

## 外部連結
- 官方网站－台視
- 官方网站－東森
- 高塔公主的Facebook專頁
- 高塔公主 （页面存档备份，存于）－愛奇藝台灣站
- 高塔公主 （页面存档备份，存于）－LINE TV
- 高塔公主 （页面存档备份，存于）－LiTV線上影視

| 臺灣 台視主頻 周六優質戲劇                  | 臺灣 台視主頻 周六優質戲劇                    | 臺灣 台視主頻 周六優質戲劇 |
| ------------------------------------------- | --------------------------------------------- | -------------------------- |
|                                             | 高塔公主 （2018年3月31日－2018年7月14日）     |                            |
| 獅子王強大 （2017年12月2日－2018年3月24日） | 愛的3.14159 （2018年7月21日－2018年11月10日） |                            |

| 臺灣 東森綜合台 每週日 22:00 - 23:30        | 臺灣 東森綜合台 每週日 22:00 - 23:30          | 臺灣 東森綜合台 每週日 22:00 - 23:30 |
| ------------------------------------------- | --------------------------------------------- | ------------------------------------ |
|                                             | 高塔公主 （2018年4月1日－2018年7月15日）      |                                      |
| 獅子王強大 （2017年12月3日－2018年3月25日） | 愛的3.14159 （2018年7月22日－2018年11月11日） |                                      |

| 臺灣 東森超視 每週六 20:30 - 22:00            | 臺灣 東森超視 每週六 20:30 - 22:00            | 臺灣 東森超視 每週六 20:30 - 22:00 |
| --------------------------------------------- | --------------------------------------------- | ---------------------------------- |
|                                               | 高塔公主 （2018年4月7日－2018年7月21日）      |                                    |
| 獅子王強大 （2017年12月9日－2018年3月31日）   | 愛的3.14159 （2018年7月28日－2018年11月17日） |                                    |
| 每週日 19:00 - 22:00                          |                                               |                                    |
| 我的未來男友 （2018年4月29日－2018年5月20日） | 高塔公主 （2018年5月27日－2018年7月29日）     | 愛的3.14159 （2018年7月29日）      |

| 新加坡 佳樂台 每週一至週四 22:10 「10點黃金劇」 | 新加坡 佳樂台 每週一至週四 22:10 「10點黃金劇」 | 新加坡 佳樂台 每週一至週四 22:10 「10點黃金劇」 |
| ----------------------------------------------- | ----------------------------------------------- | ----------------------------------------------- |
|                                                 | 高塔公主 (2018年8月16日－9月26日)               |                                                 |
| 南方有喬木 (2018年6月14日－8月15日)             | 合夥人 (2018年9月27日－11月21日)                |                                                 |

| 臺灣 TVBS歡樂台 每週日 21:00 - 22:30 · 5月24日至6月14日 21:30 - 23:00 · 8月23日因播出PCHOME狂禮88嘉年華，暫停播出一次 | 臺灣 TVBS歡樂台 每週日 21:00 - 22:30 · 5月24日至6月14日 21:30 - 23:00 · 8月23日因播出PCHOME狂禮88嘉年華，暫停播出一次 | 臺灣 TVBS歡樂台 每週日 21:00 - 22:30 · 5月24日至6月14日 21:30 - 23:00 · 8月23日因播出PCHOME狂禮88嘉年華，暫停播出一次 |
| --- | --- | --- |
| | 高塔公主 （2020年5月24日－2020年9月6日）                                                                              | |
| 必勝練習生 （2020年2月2日－2020年5月17日）                                                                            | 我的男孩 （2020年9月13日－）                                                                                          | |